# Artur Nordin
Emil Artur Nordin, född 4 maj 1912 i Stockholm, död där 20 december 1990, var en svensk försäkringsman och kommunalpolitiker (Folkpartiet).
Nordin, som var son till tjänsteman Emil Nordin och Karolina Johansson, avlade studentexamen, genomgick kurs på Institutet för försäkringsutbildning 1937, bedrev högskolestudier och var Svenska försäkringsföreningens nordiska studieresestipendiat 1939. Han anställdes av Svenska lantbrukarnes olycksfallsförsäkringsbolag 1928, blev avdelningschef 1936, kontorschef 1941 samt var verkställande direktör där från 1956 och i Svenska Fondförvaltnings AB. Han invaldes i stadsfullmäktige 1950, var ledamot av kommunala nämnder och styrelser och huvudman i Länssparbanken i Stockholm. Han var kulturborgarråd i Stockholms stad 1965–1966 och personalborgarråd 1966–1970.